# USNS Lewis and Clark (T-AKE-1)
El USNS Lewis and Clark (T-AKE-1) es un buque de carga y amunicionador de la Armada de los Estados Unidos en servicio desde 2006; es cabeza de la clase que lleva su nombre.

## Construcción
Fue construido por el astillero National Steel and Shipbuilding Co. en San Diego, California, Estados Unidos. Tuvo su puesta de quilla en 2004, fue botado en 2005 y finalmente entró en servicio con el Military Sealift Command de la US Navy en 2006.

## Características

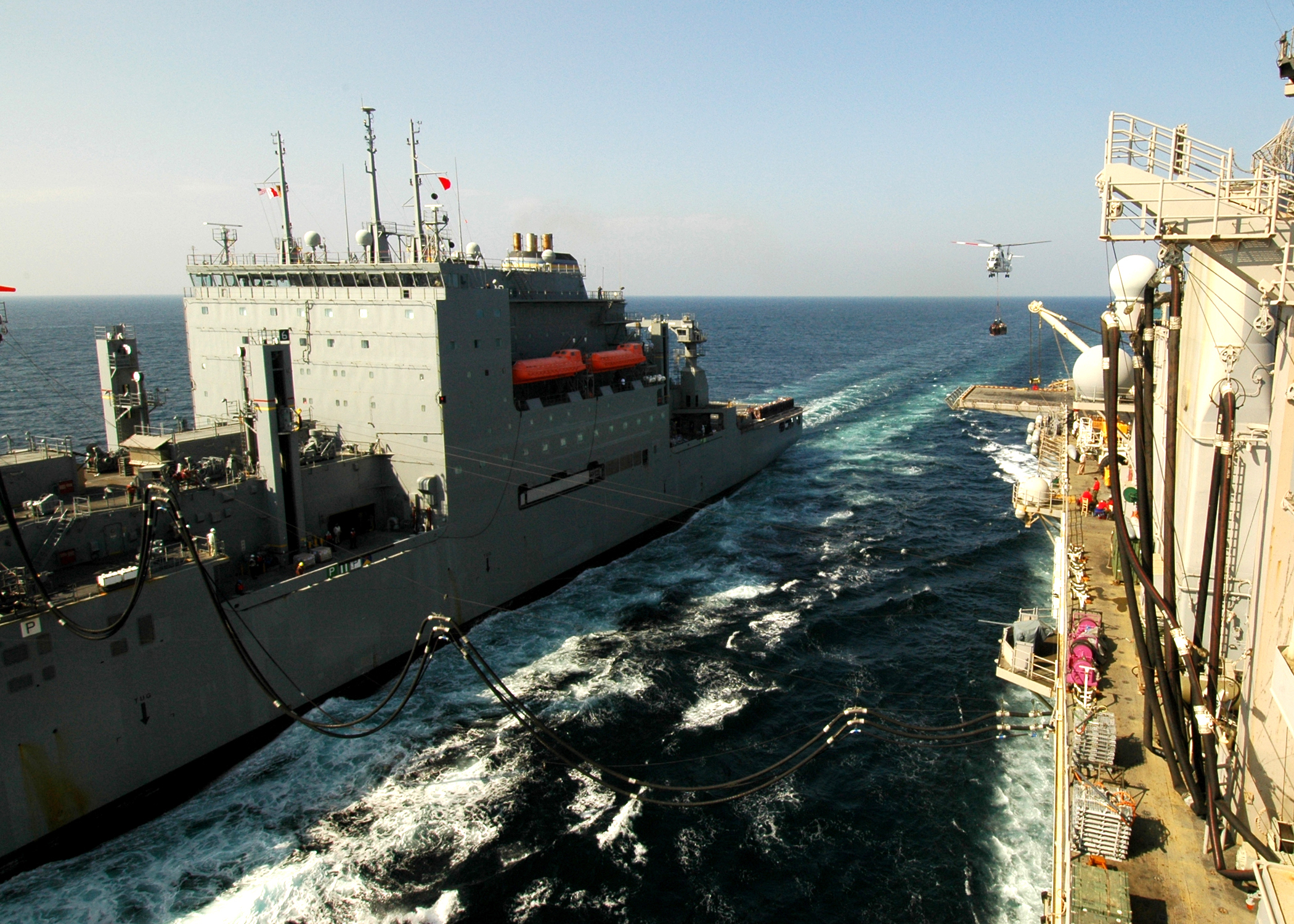
Reabasteciendo al buque de asalto anfibio USS Iwo Jima (LHD-7).

Es un buque de 41 000 t de desplazamiento con 689 pies (210 m) de eslora, 106 pies (32,3 m) de manga y 29,5 pies (9 m) de calado. Está propulsado por cuatro motores y ocho generadores diésel que lo impulsan a 20 nudos de velocidad. Su capacidad de carga alcanza los 6675 t; y puede llevar hasta 3242 t de combustible. Complementa una cubierta de vuelo para operación con helicópteros.

## Nombre
Los militares estadounidenses Meriwether Lewis y William Clark fueron quienes llevaron a cabo la Expedición de Lewis y Clark en el Oeste de Estados Unidos, a principios del siglo XIX.